# Higeki no Genkyō to naru Saikyō Gedō Last Boss Joō wa Min no tame ni Tsukushimasu
Higeki no Genkyō to naru Saikyō Gedō Last Boss Joō wa Min no tame ni Tsukushimasu (悲劇の元凶となる最強外道ラスボス女王は民の為に尽くします。?), conocida como The Most Heretical Last Boss Queen: From Villainess to Savior en inglés, es una serie de novelas ligeras japonesas escritas por Tenichi. La serie se originó en el sitio web Shōsetsuka ni Narō en abril de 2018, antes de publicarse impresa con ilustraciones de Suzunosuke por Ichijinsha a partir de junio de 2019.
Una adaptación de manga, ilustrada por Bunko Matsuura, se serializó en el sitio web Zero-Sum Online entre marzo de 2020. y marzo de 2022. Una adaptación de la serie de televisión de anime de OLM se emitió en julio de 2023. Se ha anunciado una segunda temporada.

## Sipnosis
Mediante los recuerdos de su vida anterior como una estudiante normal de instituto del Japón moderno, la princesa noble Pride Royal Ivy de tan solo ocho años se da cuenta de que ha sido reencarnada como la villana del videojuego otome Our Ray of Light, destinada a convertirse en la futura reina malvada y jefa final. Lo tiene todo en esta nueva vida: ingenio agudo, poderes de jefa e influencia sobre el reino como princesa heredera. Y a pesar de todo esto, se da cuenta al recordar que todo lo que hacía Pride en el juego original son los inmuerables crímenes que ha cometido a lo largo de la historia del juego, desde esclavizar a su hermano adoptivo en un contrato de vinculación de almas hasta abusar de su posición contra los sirvientes de la casa.
Con los conocimientos que obtuvo del juego, la princesa Pride decide abandonar el plan de villana maníaca y empieza a proteger a aquellos que fueron abusados por parte de ella, haciendo trampa para salvar a todas las personas que pueda.

## Personajes
Pride Royal Ivy (プライド・ロイヤル・アイビー Puraido Roiyaru Aibī?)
 Seiyū: Fairouz Ai
Pride es la principal protagonista, siendo una joven del Japón moderno en su vida pasada. La Pride original era una mujer egoísta que abusaba cruelmente de todos, mientras que la Pride actual usa su memoria de la historia original para salvar y proteger a todos los que habrían sido abusados por ella; sin querer, causando que tengan destellos de la línea de tiempo original. Cada vez que realiza modificaciones en la línea de tiempo actual, las acciones de su yo original aparentemente se imprimen en otros que las llevan a cabo en su lugar.
Stale Royal Ivy (ステイル・ロイヤル・アイビー Suteiru Roiyaru Aibī?)
 Seiyū: Maaya Uchida
Stale es el hermano adoptivo y asistente de Pride y posee el poder de la teletransportación. La Pride original lo colocó bajo un contrato mágico que lo obligó a obedecerla, aprovechando su incapacidad para leer, y luego le ordenó asesinar a su madre biológica. La Pride actual lo ha tratado con gran cuidado y compasión, permitiéndole en particular comunicarse con su madre biológica y ganándose así su lealtad y amor.
Tiara Royal Ivy (ティアラ・ロイヤル・アイビー Tiara Roiyaru Aibī?)
 Seiyū: Haruka Tomatsu
Tiara es la hermana menor de Pride y habría sido la protagonista en la versión original de los eventos.
Arthur Beresford (アーサー・ベレスフォード Āsā Berusufōdo?)
 Seiyū: Junya Enoki
Arthur es el hijo del Capitán de los Caballeros que posee el poder de mejorar la vitalidad de las plantas. En la línea de tiempo original, vio cómo su padre moría en batalla mientras la Pride original se burlaba de los soldados caídos, lo que lo llevó a jurar venganza contra ella hasta el punto de no permitir que la Tiara original se acercara a él debido a su relación con Pride. La Pride actual usó su habilidad para entrar en la batalla ella misma, salvando la vida de su padre y ganándose la lealtad de Arthur.
Rosa Royal Ivy (ローザ・ロイヤル・アイビー Rōza Roiyaru Aibī?)
 Seiyū: Kikuko Inoue
La actual reina de Fresia. Al igual que Pride, tiene el poder de ver el futuro y trata a todos por igual, pero para mantener su dignidad como reina muestra una expresión severa.
Albert Royal Ivy (アルバート・ロイヤル・アイビー Arubāto Roiyaru Aibī?)
 Seiyū: Toshiyuki Morikawa
Padre de Pride y consorte de la reina del reino de Fresia.
Gilbert Butler (ジルベール・バトラー Jirubēru Batorā?)
 Seiyū: Kōji Yusa
Se desempeña como primer ministro del reino de Fresia y es un viejo amigo del padre de Pride, Albert. Tiene el poder especial de la inmortalidad.
Roderick Beresford (ロデリック・ベレスフォード Roderikku Beresufōdo?)
 Seiyū: Hiroki Yasumoto
Es el comandante de la orden de los caballeros del reino de Fresia y conocido como el "caballero sin heridas". Tiene habilidades defensivas especiales, posee un gran carisma y un cuerpo bien entrenado, lo que lo convierte en el caballero más fuerte.
Clark Darwin (クラーク・ダーウィン Kurāku Dāwin?)
 Seiyū: Toshihiko Seki
Comandante adjunto de la orden de los caballeros del reino de Fresia. El y Roderick son mejores amigos.
Callum Bordeaux (カラム・ボルドー Karamu Borudō?)
 Seiyū: Daisuke Ono
Capitan de la tercera orden de caballeros del reino de Fresia.
Eric Gilchrist (エリック・ギルクリスト Erikku Girukuriesuto?)
 Seiyū: Takuma Nagatsuka
Caballero y uno de los subordinados de Alan.
Alan Berners (アラン・バーナーズ Aran Bānāzu?)
 Seiyū: Hiro Shimono
Capitan de la primera orden de caballeros del reino de Fresia.
Val (ヴァル Varu?)
 Seiyū: Jun'ichi Suwabe
Un ladrón que tiene un poder especial y fue contratado durante el ataque a los caballeros.
Sefek (セフェク Sefeku?)
 Seiyū: Mao Ichimichi
Una huérfana. Tiene el poder especial de producir agua de la palma de su mano y trabaja con Kemet.
Kemet (ケメト Kemeto?)
 Seiyū: Shizuka Ishigami
Un huérfano. Siempre esta al lado de Sefek.

## Contenido de la obra

### Novela ligera
Fue escrita por Tenichi, la serie comenzó a serializarse en el sitio web de publicación de novelas Shōsetsuka ni Narō el 19 de abril de 2018. La serie fue adquirida más tarde por Ichijinsha, quien comenzó a publicar la serie impresa con ilustraciones de Suzunosuke el 4 de junio de 2019. A partir de noviembre 2022, se han lanzado seis volúmenes.
En junio de 2021, Seven Seas Entertainment anunció que obtuvo la licencia de la serie para su publicación en inglés.
| Volúmenes de novelas ligeras publicadas | Volúmenes de novelas ligeras publicadas | Volúmenes de novelas ligeras publicadas |
| Número                                  | Fecha de lanzamiento                    | ISBN                                    |
| --------------------------------------- | --------------------------------------- | --------------------------------------- |
| 1                                       | 4 de junio de 2019                      | ISBN 978-4-75-809177-0                  |
| 2                                       | 3 de marzo de 2020                      | ISBN 978-4-75-809242-5                  |
| 3                                       | 7 de enero de 2021                      | ISBN 978-4-75-809326-2                  |
| 4                                       | 2 de septiembre de 2021                 | ISBN 978-4-75-809394-1                  |
| 5                                       | 4 de febrero de 2022                    | ISBN 978-4-75-809452-8                  |
| 6                                       | 2 de noviembre de 2022                  | ISBN 978-4-75-809503-7                  |

### Manga
Una adaptación de manga, ilustrada por Bunko Matsuura, se serializó en el sitio web Zero-Sum Online de Ichijinsha del 19 de marzo de 2020 al 18 de marzo de 2022. A partir de enero de 2022, los capítulos individuales de la serie se recopilaron en tres volúmenes de tankōbon. En octubre de 2022, se anunció que la adaptación del manga había sido cancelada debido a la mala salud del artista y que se planea una nueva serialización.
Seven Seas Entertainment también está publicando la adaptación de manga en inglés.

### Anime
El 28 de octubre de 2022 se anunció una adaptación de la serie de televisión de anime. Está programada para ser producida por OLM y dirigida por Norio Nitta, con Deko Akao escribiendo los guiones, Hitomi Kōno diseñando los personajes y Hanae Nakamura, Tatsuhiko Saiki, Kanade Sakuma, y Junko Nakajima componiendo la música. Se estrenó el 7 de julio de 2023 en Tokyo MX y otras redes. El tema de apertura es "Kyūseishu" de Tsukuyomi, mientras que el tema de cierre es "Pride" de ChoQMay. Sentai Filmworks obtuvo la licencia de la serie fuera de Asia, y lo transmitió en Hidive. Muse Communication obtuvo la licencia de la serie en Asia-Pacífico.
Se anunció una segunda temporada el 30 de junio de 2025.

#### Lista de episodios
| N.º en serie | N.º en temp. | Título | Dirigido por     | Escrito por        | Fecha de emisión original |
| --- | ------------ | --- | ---------------- | ------------------ | ------------------------- |
| 1 | 1            | «La princesa egoísta despierta» Transcripción: «Wagamama Ōjo wa Me o Samasu» (en japonés: ~我儘王女は目を覚ます~)                          | Jōji Shimura     | Deko Akao          | 7 de julio de 2023        |
| La princesa heredera egoísta cambia para mejor, su nueva precognición se considera la causa. Sin embargo, su padre y los demás no saben la verdad: ella se había reencarnado.              |              | |                  |                    |                           |
| 2 | 2            | «La princesa villana hace una petición a su hermano» Transcripción: «Gokuaku Ōjo wa Gitei ni Negau» (en japonés: ～極悪王女は義弟に願う～) | Mayu Numayama    | Deko Akao          | 14 de julio de 2023       |
| Algún día Stale vengará a su madre. Lo hará pase lo que pase. Si tan solo pudiera recordar el sueño que tuvo, ¿eso ayudaría?                                                               |              | |                  |                    |                           |
| 3 | 3            | «La princesa herética y los caballeros» Transcripción: «Gedō Ōjo to Kishidan» (en japonés: ～外道王女と騎士団～)                           | Takahiro Hirata  | Deko Akao          | 21 de julio de 2023       |
| Cuando un ejercicio militar sale mal, Pride no debe escatimar esfuerzos para asegurarse de que todos regresen con vida.                                                                    |              | |                  |                    |                           |
| 4 | 4            | «La peor princesa y el voto del joven» Transcripción: «Saitei Ōjo to Chikai no Seinen» (en japonés: ～最低王女と誓いの青年～)              | Nozomi Ishii     | Deko Akao          | 28 de julio de 2023       |
| En otra vida, la insensibilidad de Pride resultó en tragedia y en un poderoso enemigo. Pero en esta vida, su compasión salvó a los condenados a morir y le consiguió un aliado inesperado. |              | |                  |                    |                           |
| 5 | 5            | «La princesa merodeadora y la espada» Transcripción: «Kokuaku Ōjo to Ken» (en japonés: ～酷悪王女と剣～)                                   | Jōji Shimura     | Takashi Ifukube    | 4 de agosto de 2023       |
| Arthur abandonó su sueño de ser caballero debido a su vergonzosa habilidad especial. Inspirado por las acciones de Pride, abraza su ambición una vez más.                                  |              | |                  |                    |                           |
| 6 | 6            | «La princesa egoísta es la jueza» Transcripción: «Jikochū Ōjo wa Sabaku» (en japonés: ～自己中王女は裁く～)                                | Mayu Numayama    | Michihiro Tsuchiya | 11 de agosto de 2023      |
| Pesada es la cabeza que lleva la corona. Pride debe demostrar su valía como futura reina juzgando a un enemigo, pero le preocupa que esto la ponga en el camino de la ruina.               |              | |                  |                    |                           |
| 7 | 7            | «La princesa cruel y la sufrida» Transcripción: «Reikoku Ōjo to Yameru Hito» (en japonés: ~冷酷王女とヤメルヒト~)                          | Yuki Morita      | Takashi Ifukube    | 18 de agosto de 2023      |
| ¿Qué llevaría a alguien a la desesperación? La respuesta es tan simple como antigua como el tiempo: el amor.                                                                               |              | |                  |                    |                           |
| 8 | 8            | «La princesa insolente y el juicio» Transcripción: «Burei Ōjo to Sabaki» (en japonés: ~無礼王女と裁き~)                                    | Ken'ichi Nishida | Takashi Ifukube    | 25 de agosto de 2023      |
| El poder de Arthur para cultivar es absolutamente inútil para un caballero. ¿O sí? Las acciones de Pride están a punto de cambiar múltiples vidas para siempre.                            |              | |                  |                    |                           |
| 9 | 9            | «La malvada princesa y el criminal» Transcripción: «Zankoku Ōjo to Zainin» (en japonés: ~残酷王女と罪人~)                                  | Akira Ishii      | Deko Akao          | 1 de septiembre de 2023   |
| Pride le dijo una vez a un criminal que la buscara si alguna vez se enfrentaba a una situación imposible. Ese día finalmente ha llegado.                                                   |              | |                  |                    |                           |
| 10 | 10           | «La princesa sin corazón se infiltra» Transcripción: «Hakujō Ōjo wa Sennyū Suru» (en japonés: ~薄情王女は潜入する~)                        | Mayu Numayama    | Michihiro Tsuchiya | 8 de septiembre de 2023   |
| Pride y sus amigos traman un atrevido plan para rescatar a los niños secuestrados. |              | |                  |                    |                           |
| 11 | 11           | «La orden de la princesa sangrienta» Transcripción: «Sankoku Ōjo to Meirei» (en japonés: ~惨酷王女と命令~)                                 | Nozomi Ishii     | Takashi Ifukube    | 15 de septiembre de 2023  |
| Val no dejará a nadie atrás, ni siquiera a costa de su vida. Esta vez, la precognición de Pride no puede ayudarla; Esta crisis nunca había ocurrido antes.                                 |              | |                  |                    |                           |
| 12 | 12           | «La infame princesa avanza hacia el futuro» Transcripción: «Akugyaku Ōjo wa Mirai ni Mukau» (en japonés: ~悪虐王女は未来に向かう~)         | Sayaka Yamai     | Deko Akao          | 22 de septiembre de 2023  |
| Pride ha cambiado muchas vidas para mejor, pero ¿es realmente suficiente para escapar de su destino? Ella no lo cree. De todos modos, eso no le impedirá ayudar a los demás.               |              | |                  |                    |                           |